# Il socio (romanzo)
Il socio (titolo originale The Firm) è un romanzo del 1991 di John Grisham, un best seller internazionale che, oltre a dare popolarità allo scrittore, è diventato in seguito l'omonimo successo cinematografico diretto da Sydney Pollack e interpretato da Tom Cruise.

## Trama
Mitchell McDeere, dopo essersi laureato all'Università di Harvard dibattendosi tra le ristrettezze economiche, si è da poco sposato con la sua cotta al liceo, Abby, che insegna ale elementari ed è stata compagna dello stesso Mitch all'Università di Harvard. Abby rappresenta per lui un raggio di sole tra le varie nuvole della sua famiglia: suo fratello maggiore Ray è in carcere nel Tennessee per omicidio, l'altro fratello Rusty è morto in Vietnam, e la madre vive in Florida tra numerosi problemi psichiatrici. Nonostante gli vengano offerte lavori da avvocato a New York e Chicago, Mitch accetta di lavorare alla Bendini, Lambert and Locke, uno studio legale molto florido ma piccolo e semisconosciuto: in cambio gli verranno concessi un lauto stipendio, un contratto di locazione per una nuova BMW e un mutuo a basso interesse su una nuova casa. Dopo aver passato l'esame di ammissione (grazie anche all'aiuto dei suoi nuovi colleghi), Mitch viene assegnato al partner Avery Tolar, un avvocato esperto.
Pochi giorni prima che Mitch inizi a lavorare allo studio, accade però che Marty Kozinski e Joe Hodge, due suoi colleghi, perdono la vita in un incidente sulle isole Cayman durante un'immersione; nonostante sia stata registrata un'esplosione sulla barca in cui si trovavano, non sono stati trovati segni del genere sui loro corpi. Durante una cerimonia funebre presso lo studio per i due avvocati deceduti, Mitch nota anche delle targhe commemorative di altri tre avvocati deceduti mentre lavoravano nello studio; insospettito, incarica l'investigatore privato Eddie Lomax, ex compagno di cella di suo fratello Ray, di indagare sulle morti. Lomax scopre che gli altri tre avvocati deceduti sono morti in circostanze sospette: Alice Knauss, eccellente nel lavoro ma molto litigiosa, è rimasta vittima di un incidente d'auto; Rombert Lamm, amico di Lomax, è morto in un incidente di caccia; e infine John Mickel si è suicidato dopo diversi episodi di alcolismo. Sebbene i dettagli delle loro morti non corrispondano, non è mai stato provato nulla di concreto, ma Lomax avverte lo stesso Mitch di stare attento. Poco dopo aver consegnato il suo rapporto a Mitch, lo stesso Lomax viene assassinato; lo studio legale viene implicato quel tanto che basta perché l'FBI gli stiano alle costole tramite l'agente Wayne Tarrance.
Quest'ultimo, insieme al direttore Denton Voyles, raggiunge Mitch mentre si trova a Washington per lavoro. I due rivelano che lo studio è una copertura finanziaria per la famiglia criminale Morolto di Chicago, di cui divenne genero Anthony Bendini, il quale fondò lo studio nel 1944 attirando per quasi mezzo secolo giovani avvocati di umili origini con la promessa di prestigio e sicurezza finanziaria. Sebbene il lavoro di Mitch finora sia stato legittimo, i soci e gli associati anziani sono profondamente coinvolti in una massiccia operazione di frode fiscale e riciclaggio di denaro che rappresenta fino al 75% del fatturato dello studio. Quando i membri dello studio vengono a conoscenza della sua vera natura, è ormai troppo tardi per andarsene; nessun avvocato è mai riuscito a fuggire vivo dallo studio, e i cinque che ci hanno provato sono stati uccisi per impedir loro di parlare. Al momento dei loro omicidi, Kozinski e Hodge erano in realtà in contatto con l'FBI, il che ha spinto Voyles ad assumersi personalmente la responsabilità delle indagini. Mitch scopre difatti che la sua casa, il suo ufficio e la sua auto sono sotto controllo. L'FBI gli comunica che, per ottenere prove sufficienti a far fallire lo studio, deve rivelare informazioni sui suoi clienti. Il segreto professionale tra avvocato e cliente nella maggior parte degli stati americani, incluso il Tennessee, non si applica alle situazioni in cui un avvocato è a conoscenza del fatto che è in corso un reato. Se però Mitch dovesse collaborare, dovrà rivelare anche informazioni su alcuni dei suoi clienti legittimi, il che porrà fine alla sua carriera legale; se invece sceglierà di ignorarli, è probabile che verrà messo agli arresti. Ben presto lo studio aumenta a sua volta la pressione su Mitch; il capo della sicurezza dello studio, DeVasher, sospetta che si stia avvicinando troppo all'FBI.
Nel disperato tentativo di trovare una via d'uscita e di sopravvivere tra due fuochi, ovvero l'FBI che vuole scoprire i segreti dello studio e la mafia che vuole "tutelare" i propri interessi, Mitch deve prendere una decisione in fretta, e alla fine decide di collaborare con l'FBI, promettendo di condividere tutte le prove possibili in cambio di due milioni di dollari e che Ray esca di prigione. Mitch e Abby però decidono segretamente di fuggire dopo aver consegnato prove sufficienti a far cadere l'azienda, poiché non si fidano completamente dell'FBI né hanno alcuna fiducia nella loro protezione. Collaborando con Tammy Hemphill, segretaria e amante di Lomax, Mitch ottiene diversi documenti riservati dagli archivi bancari dello studio alle Isole Cayman, copiando alla fine oltre 10.000 documenti che descrivono in dettaglio oltre 20 anni di transazioni illegali. Dice poi a Tarrance che, sebbene questi documenti descrivano solo una minima parte delle attività criminali dello studio, contengono prove sufficienti per incriminare circa la metà dei membri attivi e diversi soci in pensione, ma forniranno anche solide prove circostanziali che lo studio è parte integrante di una cospirazione criminale; questo darà all'FBI un motivo probabile per ottenere un mandato di perquisizione per l'edificio dello studio e, con esso, l'accesso a tutti i documenti sporchi dello studio. Mitch è certo che quei documenti forniranno prove sufficienti per un'imponente incriminazione RICO che farà crollare lo studio e paralizzerà la famiglia Morolto.
Nel frattempo, lo studio inizia a sospettare di Mitch; i sospetti si rivelano fondati tramite la conferma di Tarry Ross, alias "Alfred", un alto funzionario dell'FBI e stretto confidente di Voyles, che in realtà è una talpa per un'altra famiglia criminale. Mitch fugge a Panama City Beach, in Florida, con il fratello e la moglie, inseguito dai Morolto e dall'FBI; durante il tragitto, ruba 10 milioni di dollari da uno dei conti bancari dello studio a Grand Cayman, inviandone una parte alla madre e ai suoceri, depositandone una parte su un conto svizzero a suo uso e lasciando il resto a Tammy. I tre riescono a raggiungere le Isole Cayman con l'aiuto di Barry Abanks, un imprenditore di immersioni subacquee ivi natio, il cui figlio è morto nello stesso incidente in cui sono morti Kozinski e Hodge. Grazie alle prove di Mitch, l'FBI incrimina 51 membri, attuali ed ex, dello studio Bendini, nonché 31 presunti membri della famiglia Morolto, per reati di ogni tipo, dal riciclaggio di denaro alla frode postale. Alla fine del libro, Mitch, Abby e Ray si godono la loro ritrovata ricchezza alle Isole Cayman.

## Tema
Il romanzo, in qualche modo, offre uno spaccato di quella parte dell'avvocatura votata soltanto al profitto, senza riguardo all'interesse per la legalità o la giustizia, anche a costo di compromessi con la malavita organizzata, mantenendo tuttavia sempre una apparenza pubblica ipocritamente integerrima.

## Personaggi

### Personaggi principali
- Abby Sutherland, moglie di Mitch.
- Avery Tolleson, giovane avvocato dello studio che segue Mitch.
- Eddie Lomax, ex compagno di cella di Ray, ora investigatore privato.
- Joey Morolto, boss mafioso.
- Lazarov Lou, mafioso, lavora per Morolto, corpulento di cinquantotto anni.
- Mitchell Y. McDeere, giovane promettente avvocato fiscalista, protagonista del romanzo.
- Nathan Locke, avvocato dello studio.
- Oliver Lambert, socio più anziano dello studio (61 anni).
- Ray McDeere, fratello di Mitch.
- Royce Mc Knight, socio dirigente dello studio legale.
- Tammy Emphill (Greenwood), segretaria di Eddie, lavora successivamente con Mitch.
- Tarrance Wayne, agente dell'FBI.

### Personaggi secondari
- Alfred, agente dell'FBI che collabora con i Morolto.
- Anthony Bendini, uomo che sposa una donna della famiglia Morolto.
- Barry Abanks, padre di Philips, morto in mare durante un'immersione alle Isole Cayman
- Bendini, fondatore dello studio legale nel 1944.
- Bud Riley, persona che aiuta Ray dopo l'evasione.
- Buntin, uno degli avvocati dello studio Bendini.
- Dantley, fabbro delle isole Cayman.
- Denton Voyles, direttore FBI.
- Devasher, capo della sicurezza dello studio Bendini.
- Doris, madre di Tammy.
- Dutch Hendrix, uomo della sicurezza dello stabile dove si trova lo studio.
- Elvis Aaron Hemphill, marito di Tammy.
- Frank Mulholland, cliente dello studio Bendini seguito da Mitch.
- Gill Vaughn, socio dello studio Bendini, esperto di etica.
- Grant Harbison, agente FBI.
- Harold O'Kane, uno dei soci dello studio Bendini.
- Harold Sutherland, padre di Abby.
- Ida Renfroe, segretaria di Oliver.
- Jessie France, cuoca in un ristorante a Memphis, di colore, moglie di Roosevelt.
- Joey il prete, fratello di Mickey, uno dei due figli di Morolto, dopo la morte del padre lui diventa il capo.
- Kay Quin, moglie di Lamar.
- Kendall Mahan, uno degli avvocati dello studio Bendini.
- Lamar Quin, uno degli avvocati dello studio Bendini molto amico di Joseph e Martin.
- Lela Pointer, una delle segretarie dello studio Bendini.
- Louise, segretaria di Royce.
- Lynch, uno degli avvocati dello studio Bendini.
- Marcus, uomo della sicurezza dello studio Bendini.
- Martin (Marty) S. Kozinski, avvocato dello studio BL&Co (assassinato).
- Mason Laycook, direttore di banca.
- Maxine Sutherland, madre di Abby.
- Mickey Lingualunga, fratello di Joey, uno dei due figli di Morolto.
- Myers, uno degli avvocati dello studio Bendini.
- Nina Huff, segretaria assegnata a Mitch.
- Palumbo, famiglia di mafiosi che lavora per Morolto.
- Philips Abanks, figlio di Barry, morto in mare durante un'immersione.
- Rice, segretaria di Oliver.
- Randall Dunbar, uno degli avvocati dello studio Bendini, capo settore proprietà immobiliari.
- Rice, vicino di casa di Mitch.
- Rick Acklin, vecchio amico di Mitch, lavora per F.B.I.
- Roosevelt, marito di Jessie, cameriere.
- Rusty Mc Deere, fratello di Mitch, morto in Vietnam.
- Scott Kimble, uno degli avvocati dello studio Bendini.
- Sonny Capps, uno dei più importanti clienti dello studio.
- Sorrell, avvocato dello studio Bendini.
- Susie, lavora per l'impresa di pulizie che si occupa dello stabile dello studio Bendini.
- Tony Verkler, assoldato da Morolto per pedinare.
- Tubertini, mafioso che lavora per Morolto, 37 anni, uomo raffinato.
- Victor Milligan, socio dello studio capo ufficio tasse.
- Vinnie Cozzo, fa parte della famiglia Palumbo.
- Walter (Wally) Hudson, uno degli avvocati dello studio Bendini, prepara Mitch per l'esame.

## Edizioni italiane
- Il socio, traduzione di Roberta Rambelli, Collana Omnibus stranieri, Milano, Mondadori, marzo 1991,  p. 444, ISBN 978-88-043-4560-2. - Collana Oscar Bestsellers n.402, Mondadori, 1994, ISBN 978-88-043-8458-8; Collana Oscar Absolute, Mondadori, 2016, ISBN 978-88-046-7118-3.